# Buitendijks

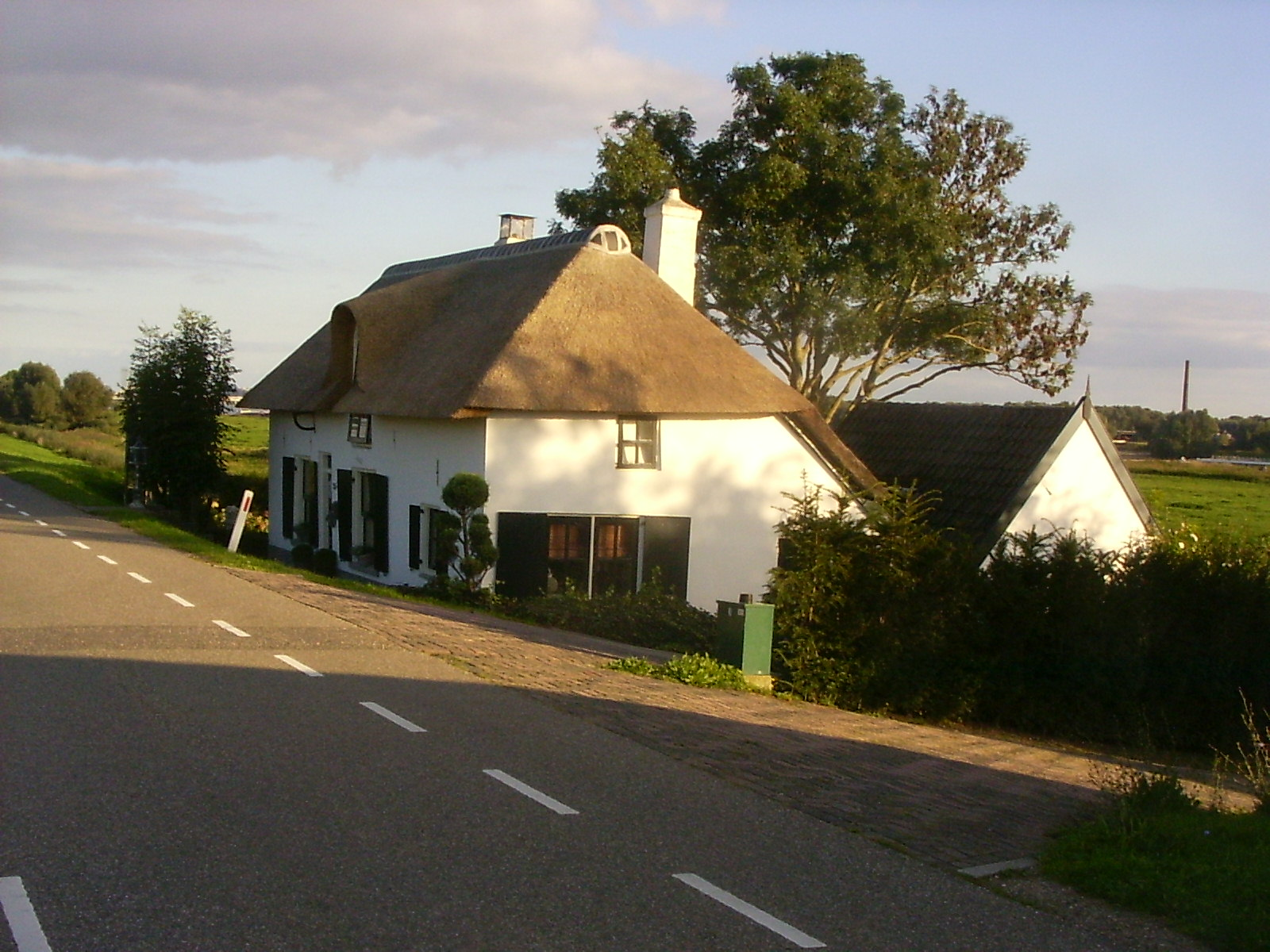
Buitendijks dijkhuis, Slijk-Ewijk

Buitendijks is een term die aangeeft dat (landbouw)gronden aan de rivier- of zeezijde van een dijk gelegen zijn. Vaak zijn dit moeilijk begaanbare slikgronden, kwelders of de wadden. Aan de rivieren zijn het overstroomgebieden. De buitendijkse gebieden aan een rivier worden uiterwaarden genoemd. De term binnendijks wordt gebruikt als tegenhanger voor gronden die beschermd worden door waterkeringen tegen hoog buitenwater.
In de Nederlandse provincie Groningen wordt het buitendijkse land ook wel uiterdijks genoemd. Het gebied ten noorden van de lijn Den Andel - Roodeschool wordt overigens nog steeds zo genoemd, hoewel het al sinds het begin van de 18e eeuw, door de aanleg van een zeedijk ten noorden hiervan, binnendijks gebied is.
In het westen van Nederland is veel buitendijks gebied bebouwd. In Rotterdam bijvoorbeeld ligt de Kop van Zuid buitendijks. In Geldermalsen ligt zelfs een groot deel van het centrum, inclusief gebouwen zoals de Centrumkerk, buitendijks. Daarnaast zijn hier ook nog verschillende wijken en buurten buitendijks gebouwd.
Buitendijkse gebieden zijn vaak aangewezen als natuurgebied. Voorbeelden langs de Nederlandse grote rivieren zijn de Gelderse Poort en de Millingerwaard en de loop van de IJssel. Deze maken deel uit van het Natura 2000 gebied Rijntakken. Om de waterbergingscapaciteit te vergroten en de druk op de dijken te verlichten zijn na 1995 op veel plaatsen in buitendijks gebied nieuwe nevengeulen aangelegd, de natuurwaarde is hierdoor vergroot.

## Toponiemen
De aanduidingen buiten- en binnendijks hebben aanleiding gegeven tot verschillende toponiemen.
- Buitendijks en Binnendijks waren een 17e en 18e-eeuws streeknamen in het gebied rond de Fivelmonding, met name in de dorpen Oosternieland, Oldenzijl en Uithuizermeeden. Ook sprak men wel over Spijkster Buitendijks en Zandtster Buitendijks oftewel Zandters Uiterdijk.
- Noorderbuitendijken of Binnengedijkte Buitenlanden was een polder in Kennemerland.
- De Eilandspolder bij Alkmaar werd tot in de 19e eeuw ook wel Binnendijks genoemd.

## Afbeeldingen

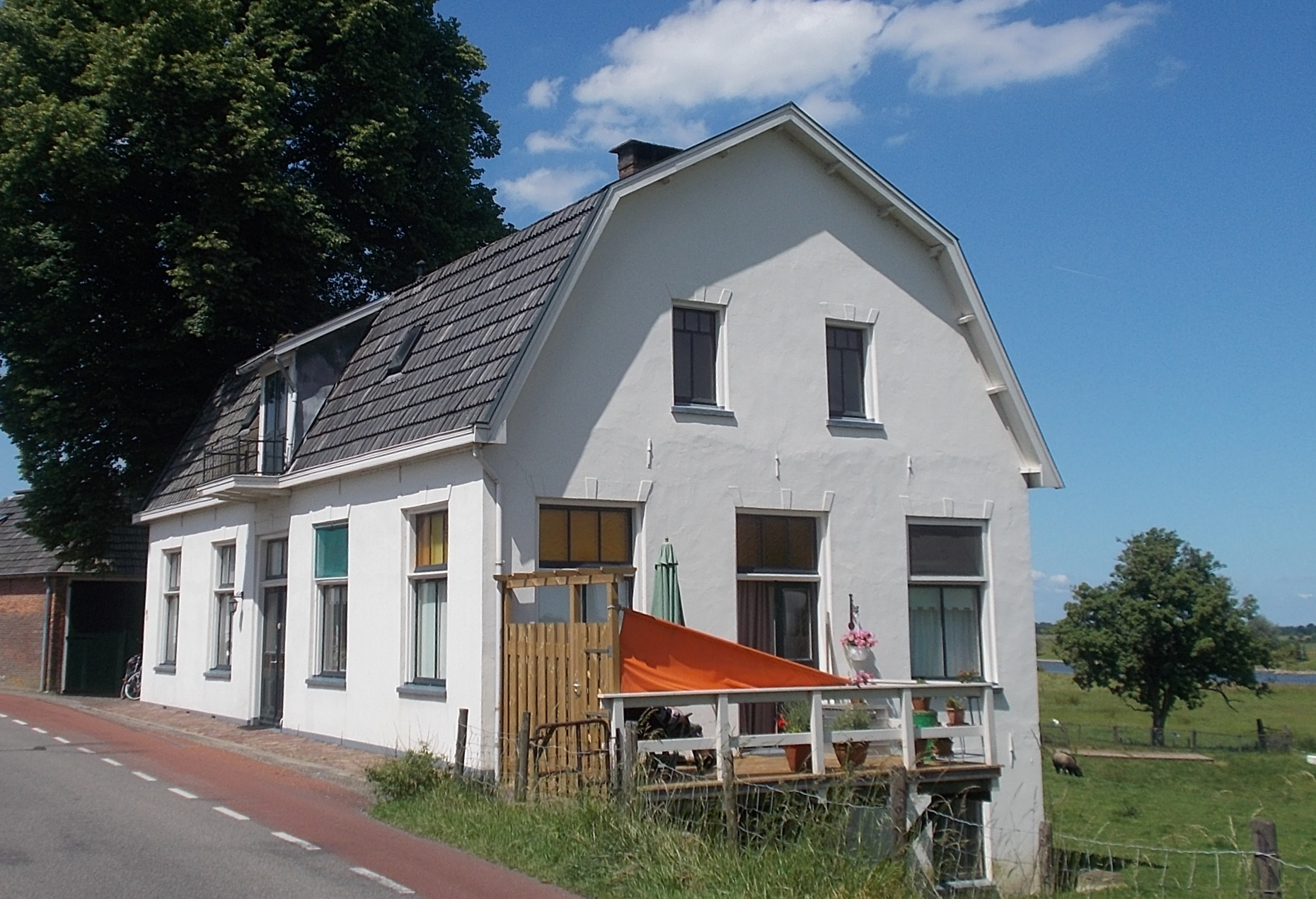
Buitendijks dijkhuis in Terwolde
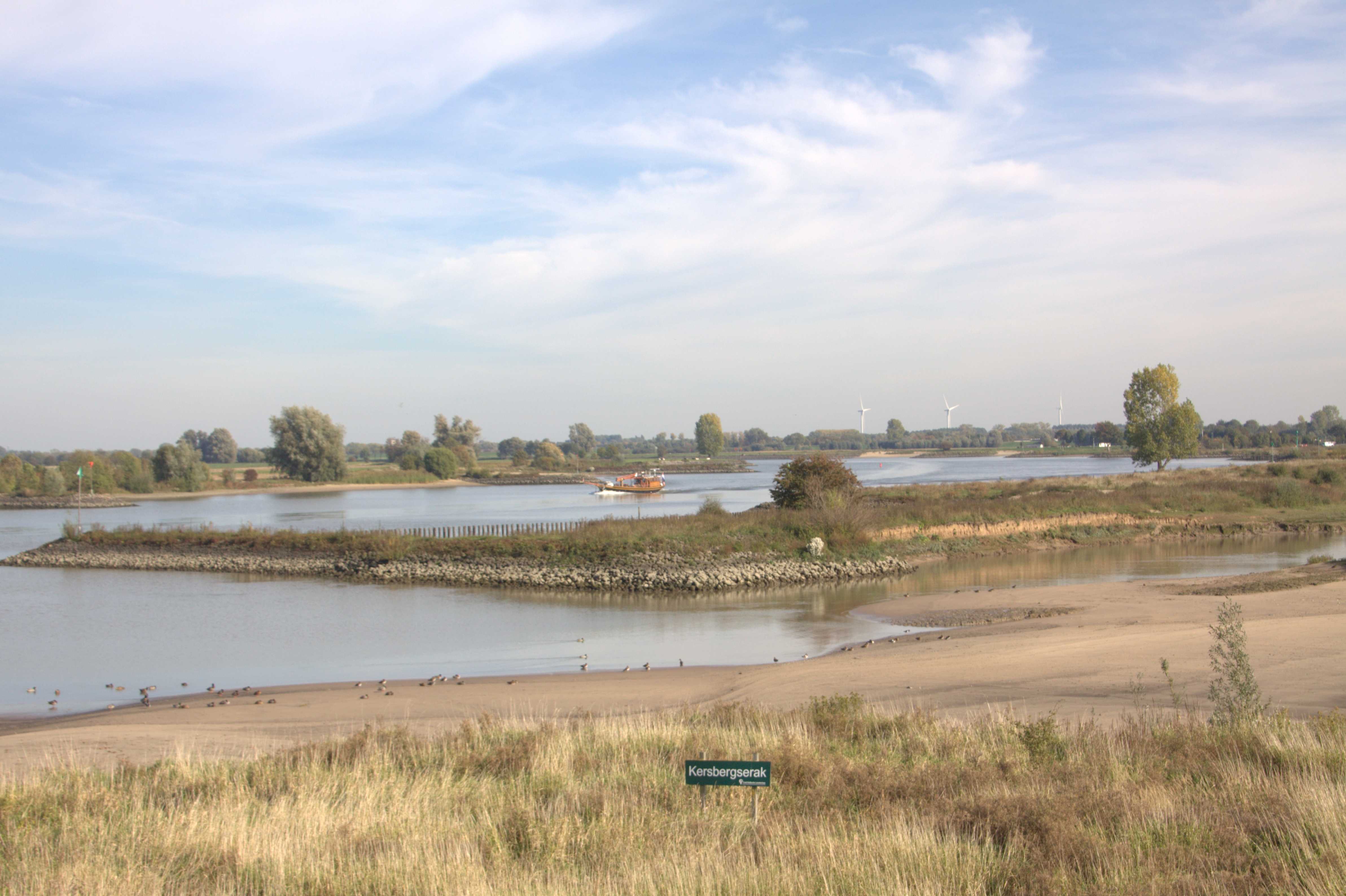
Uiterwaarden met nevengeul in Lexmond
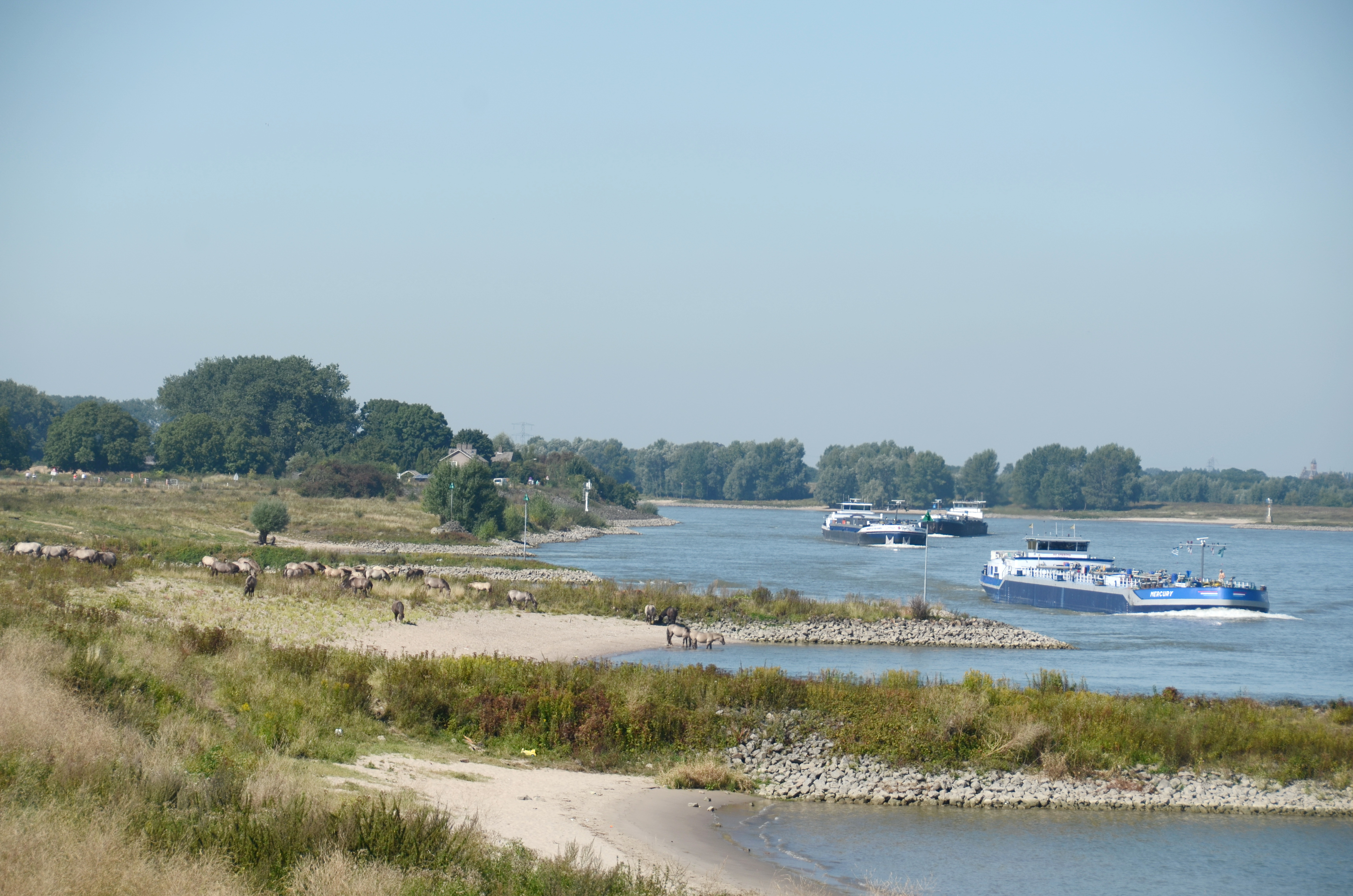
Natuurgebied Millingerwaard
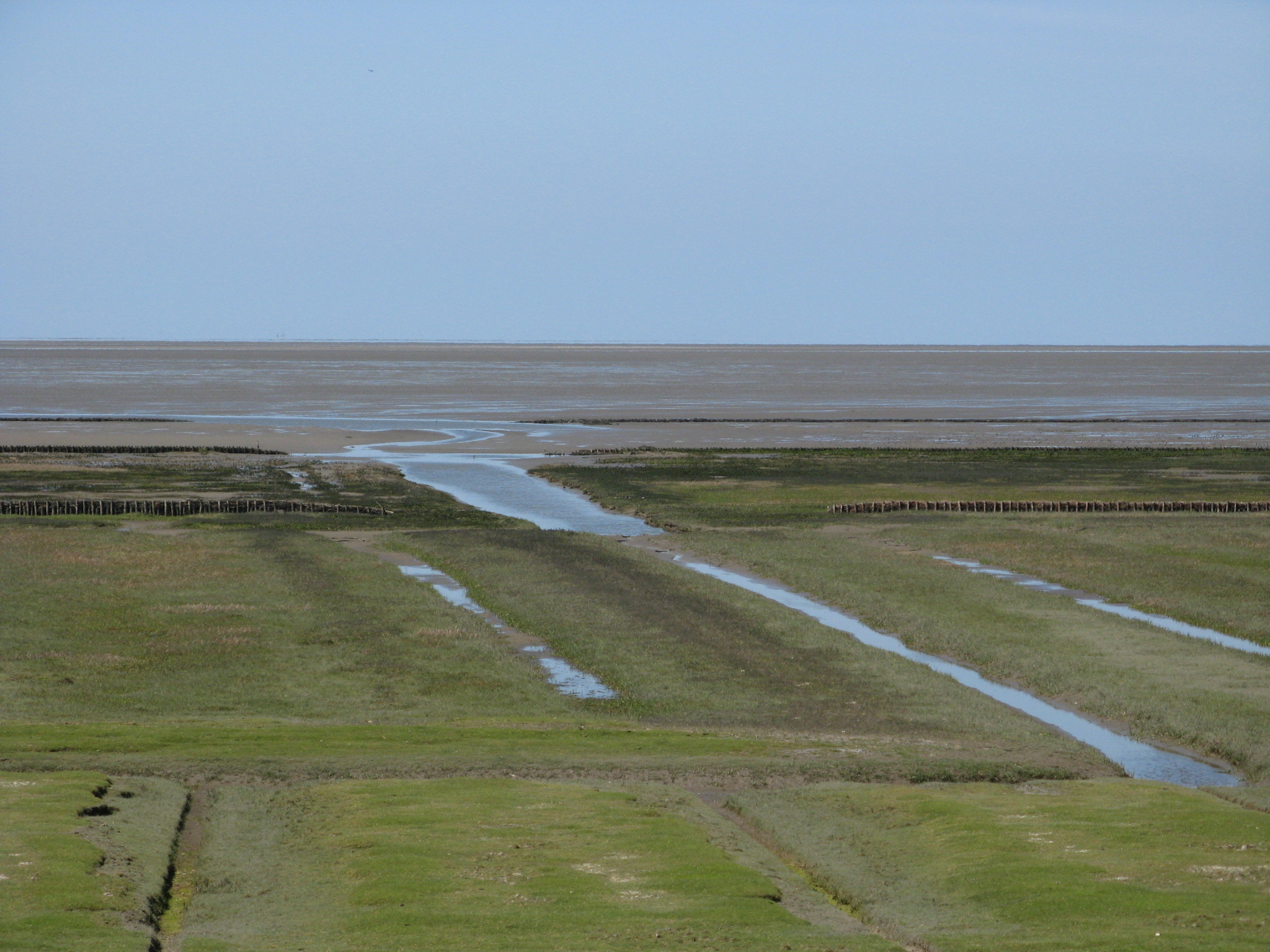
Buitendijks gebied aan de Waddenzee